# Banyuwangi (Bandongan)
Banyuwangi is een bestuurslaag in het regentschap Magelang van de provincie Midden-Java, Indonesië. Banyuwangi telt 5857 inwoners (volkstelling 2010).